# Giro di Romagna 1948
Il Giro di Romagna 1948, ventiquattresima edizione della corsa, si svolse il 1º maggio 1948 su un percorso di 252 oppure di 262 km. La vittoria fu appannaggio dell'italiano Vito Ortelli, che completò il percorso in 7h04'50" oppure in 8h04'50", precedendo i connazionali Luciano Pezzi e Italo De Zan.

## Ordine d'arrivo (Top 10)
| Pos. | Corridore         | Squadra          | Tempo    |
| ---- | ----------------- | ---------------- | -------- |
| 1    | Vito Ortelli      | Atala            | ?h04'50" |
| 2    | Luciano Pezzi     | Arbos            | s.t.     |
| 3    | Italo De Zan      | Atala            | a 2'15"  |
| 4    | Mario Vicini      | Bianchi          | s.t.     |
| 5    | Egidio Feruglio   | Wilier Triestina | s.t.     |
| 6    | Severino Canavesi | Viscontea        | s.t.     |
| 7    | Guido De Santi    | Wilier Triestina | s.t.     |
| 8    | Bruno Pasquini    | Bianchi          | a 3'45"  |
| 9    | Alfredo Martini   | Wilier Triestina | a 7'10"  |
| 10   | Sergio Maggini    | Wilier Triestina | s.t.     |